# Uraca (distrito)
O Distrito peruano de Uraca é um dos catorze distritos que formam a Província de Castilla, situada no Departamento de Arequipa, pertencente a Região Arequipa, Peru.

## Transporte
O distrito de Uraca é servido pela seguinte rodovia:
- AR-108, que liga o distrito de Majes à cidade
- AR-105, que liga o distrito de Majes à cidade de Puyca[1][2][3]